# Eduardo Barrios
Eduardo Barrios (Valparaíso, 25 de outubro de 1884 — Santiago, 13 de setembro de 1963) foi um escritor chileno.